# Jacob van Wassenaer Obdam

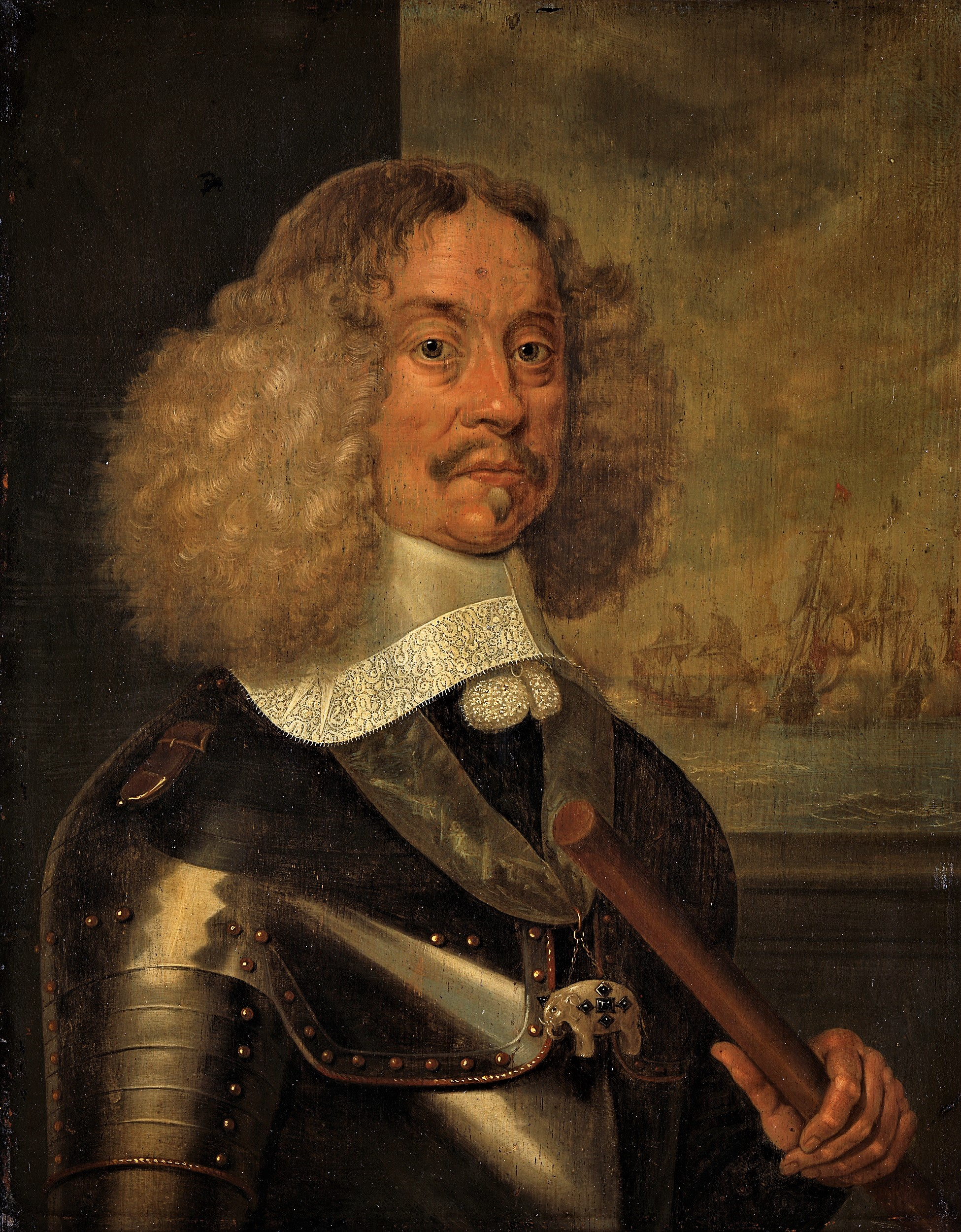
Jacob van Wassenaer Obdam

Jacob Baron van Wassenaer Obdam (* 1610 in Den Haag, Niederlande; † 13. Juni 1665 in Lowestoft, Königreich England) war Admiral von Holland und Westfriesland sowie Kavallerie-Oberst und Gouverneur von Heusden.

## Leben
Jacob van Wassenaer Obdam, auch unter dem Namen Admiral Opdam bekannt, entstammte dem altadeligen Geschlecht der Van Wassenaer. Er war der Sohn des Admiralleutnants Johan van Duvenvoorde Wassenaer (1574–1623) und der Anna Randerode van der Aa (1580–1614). Wassenaer heiratete am 28. April 1633 in Maarssen Agnes Renesse van der Aa (* 23. September 1610 in Utrecht; † 26. Oktober 1661 in 's-Gravenhage). Aus dieser Ehe stammten vier Töchter und Sohn Jacob Reichsgraf van Wassenaer (1645–1714). Wassenaer war Bannerherr über Obdam, Herr über Hensbroek, Spanbroek, Spierdijk, Schoonouwen, Opmeer, Zuidwijk und Kernhem in der Noord-Holland. Weiters war er Mitglied der Ritterschaft von Holland und dort nach 1632 Mitglied im Staatsrat. Seit 1646 war er Mitglied der Ritterschaft der Republik der Sieben Vereinigten Provinzen, dem Vorläufer der heutigen Niederlande. Er wurde auch mehrfach als Gesandter beauftragt, so z. B. im Jahr 1647 nach Gelderland und Overijssel.
1653 wurde Wassenaer zum Admiralleutnant der Admiralität von Amsterdam für die Staaten von Holland und Westfriesland ernannt und zum Vorsitzenden des Rates der Admiraliteit van de Maze (Admiralität auf der Maas) mit Sitz in Rotterdam, der bedeutendsten unter den fünf Admiralitäten der Republik der Sieben Vereinigten Provinzen. Damit war er de facto Oberbefehlshaber der Kriegsflotte der Republik der Sieben Vereinigten Provinzen im Ersten Niederländisch-Englischen Seekrieg.
1654 kam es zum sogenannten Seklusionsakt, welcher den Ausschluss der Oranier von hohen Staatsämtern vorsah. Die holländische Führung um Johan de Witt, Cornelis de Graeff, dem Armeeoberkommandierenden Johann Wolfart van Brederode und eben Jacob van Wassenaer Obdam drängte die Generalstaaten dazu, sich als Gesamteinheit hinter diesen Erlass zu stellen.
1659 wurde er für seine Hilfe gegen die schwedische Flotte im Zweiten Nordischen Krieg vom dänischen König Friedrich III. mit dem Elefanten-Orden ausgezeichnet.
Im Zweiten Niederländisch-Englischen Seekrieg befehligte Wassenaer an Bord des Flottenflaggschiffs Eendracht die niederländische Kriegsflotte. Am 13. Juni 1665 fiel er in der Seeschlacht bei Lowestoft gegen die unter dem Kommando des Herzogs von York und des Admirals William Penn segelnde englische Flotte, als sein Schiff nach einem Treffer explodierte und sank.

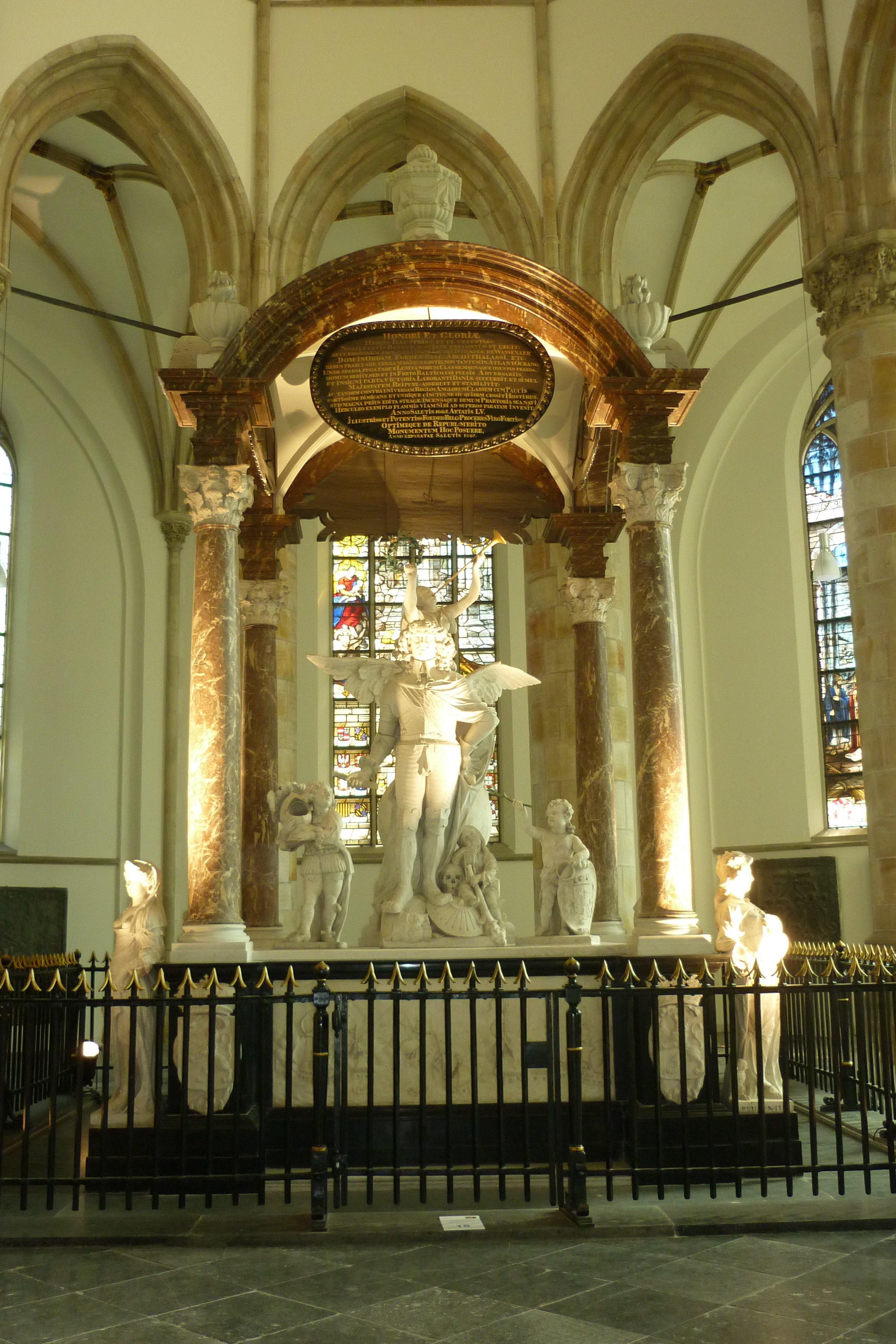
Grabmal für Jacob van Wassenaer Obdam

## Gedenken
In der Grote Kerk in Den Haag erinnert ein prächtiger Kenotaph an Jacob van Wassenaer Obdam.